# Niños cantores de Zurich
El coro de los Niños cantores de Zúrich (en alemán Zürcher Sängerknaben) fue fundado en 1960 por Alphons von Aarburg.
Más de cien niños y jóvenes conforman hoy sus diferentes agrupaciones. Provienen de Zúrich o de lugares cercanos y proceden de todas las capas sociales y confesiones. El coro no está ligado a ningún internado o a una escuela especial, lo fomenta la Asociación Zürcher Sängerknaben. Esta Asociación, según sus Estatutos, mantiene «una escuela de canto, un coro general, un coro de conciertos y un coro para los viajes». Se propone con esto la «formación vocal, la formación personal y el fomento de niños y jóvenes en el marco del canto coral y la actividad solista». Conforme a los nuevos Estatutos, la Asociación consta de «21 miembros a lo sumo...», que según §6 «pueden ser excluidos de la Junta Directiva sin justificación».
Los ensayos del coro tienen lugar de dos a tres veces por semana en un local de Zúrich; además pasan dos o tres semanas en los campamentos de canto de Borgoña para profundizar el repertorio.

## Viajes
Los viajes de conciertos han llevado al coro a Suiza, Italia, Bélgica, Francia, Alemania, Hungría, Checoslovaquia, Austria, Finlandia, Holanda, Portugal, Estados Unidos y Rusia.
Importantes directores de orquesta como por ejemplo Herbert von Karajan, Nikolaus Harnoncourt, David Zinman y John Eliot Gardiner han trabajado con los niños cantores de Zúrich.

## Repertorio
Desde hace muchos años, solistas del coro participan regularmente en representaciones operísticas en Zúrich y han sido invitados a teatros de ópera de Lausana, Lyon, Metz y Shanghái, así como al Festival de Salzburgo.
Las interpretaciones de obras de Michael Haydn, grabadas por primera vez, constituyen un punto destacado de las producciones discográficas de los niños cantores de Zúrich.